# أبو القاسم الذهبي الشيرازي
السيّد أبو القاسم بن محمد نبي الحسيني الشريفي الذهبي الشيرازي المتخلص بـراز وعُرِف أيضًا بـأغا ميرزا بابا  (1788 - 1869 م) (1202 - 1286 هـ) متصوف وشاعر إيراني من أهل القرن الثالث عشر الهجري. ولد في شيراز ونشأ بها. برع في العلوم العقلية.  أصبح بعد وفاة والده في سنة 1231 هـ مرشًدا روحيًا للطريقة الرضوية الذهبية المتفرعة عن الكبروية. توفي بطريق العودة إلى شيراز في قرية مورچه خورت بضواحي أصفهان. أعيد جثمانه إلى مشهد ودفن في العتبة الرضوية. له مؤلفات كثيرة بالعربية والفارسية في عرفان وتراجم وأشعار ومنظومات.  له في العرفان الصوفي شرح على خطبة البيان المنسوب إلى علي بن أبي طالب، وشرح على مصباح الشريعة المنسوب إلى جعفر صادق بعنوان مناهج أنوار المعرفة و كوثر نامه في الشعر الفارسي.  ولد في شيراز وتوفي في قرية مورچه خار، وحمل إلى اصفهان أو يقال إلى الروضة الرضوية في مشهد.  

## سيرته
ولد أبو القاسم بن محمد نبي / عبد النبي الحسيني الشريفي الذهبي الشيرازي في سنة 1202 هـ في شيراز ونشأ بها. درس الفقه وتفسير عند محمد حسين القزويني، وبرع في العلوم العقلية. 

أخذ الطريقة لفرقة الرضوية الذهبية عن والده. ثم أصبح بعد وفاته سنة 1231 هـ مرشًدا روحيًا للطريقة ومتوليًا لمرقد أحمد بن موسى الكاظم بشيراز.

قام بأسفار عدة وأقام في طهران خمس سنوات وفي مشهد  سنة واحدة والتقى بهادي السبزواري في سبزوار. توفي بطريق العودة إلى شيراز في قرية مورچه خورت بضواحي أصفهان في سنة 1286 هـ. أعيد جثمانه إلى مشهد ودفن في العتبة الرضوية.

## مؤلفاته
كتب أكثر من 50 مؤلفًا، منها:
- آداب المريدين، بالعربية
- آيات الولاية، بالفارسية، في تفسير لألف آية وآية من القرآن، في أهل البيت وولايتهم من منظوره، والباقي عن طرق الإمامية خاصة حسب تفاسير شيعي.
- إبداعية، منظومة في 169 بيتًا بالعربية،
- أجوبة الأسئلة، بالفارسية
- أسرار التوحيد والنبوة والولاية والمعاد، بالفارسية
- أسرار طريقت ومعرفت، بالفارسية في مميزات الطريقة الرضوية الذهبية
- أسرار الولاية، بالفارسية
- أنوار الشموس الطالعة، بالفارسية، عرض فيه العقائد الصوفية لفرقة الذهبية
- براهين الإمامية، بالفارسية
- تاريخ حيات وكرامات سيد قطب الدين محمد شيرازي، بالفارسية
- ترجمة تفسير العسكري، بالفارسية
- تنبيه الملوك، بالفارسية
- حضرات خمسة، بالعربية والفارسية، في عرفان إسلامي
- ديوان، أشعاره عرفانية، بالفارسية والعربية
- رسالة تناهي الأبعاد، بالعربية، في فلسفة
- رسالة في جواب سؤالات الولد، أجوبه عرفانية عن أسئلة ولده جلال الدين مجد الأشراف
- رسالة في السير والسلوك، بالعربية
- رسالة باب طريق سالكان إلى الله،‌ بالفارسية،
- رساله در سير و سلوك، بالفارسية
- رسالة قنونية، بالعربية
- طباشير الحكمة، أو تحفة الناصرية، بالفارسية
- قوائم الأنوار وطوالع الأسرار، بالفارسية
- قواطع الأوهام في نبذ من مسائل الحلال والحرام، بالعربية
- كبريت أحمر، بالعربية
- كوثر نامة، بالفارسية ، قصائد في مدح النبي محمد.
- گَنجِ أسرار، بالفارسية
- مرآة العارفين، بالفارسية وهي منظومة عرفانية في‌ 1500 بيت.
- مراتب سبعة قلب، بالفارسية
- مرصاد العباد في دار الدنيا والمعاد، بالفارسية
- المشيخة، أو كُرسي نامة، بالفارسية وهي رسالة تبين أنساب مشايخ الذهبية
- معالم التأويل والتبيان في شرح خطبة البيان، أو  معالم التأويل في شرح خطبة البيان بالفارسية
- معراج، بالفارسية
- مفاخر الأخيار ومناقب الأبرار، بالفارسية، منظومة في تاريخ حياة بعض العرفاء المدفونين في شيراز.
- مناسك العاشقين، بالفارسية والعربية
- منامية، بالفارسية
- مناهج أنوار المعرفة في شرح مصباح الشريعة، بالفارسية
- نور على نور، بالفارسية